# Cho Kwi-jea
Cho Kwi-jae (en hangul, 조귀재; en hanja, 曺 貴裁; nacido el 16 de enero de 1969 en Kioto, Kioto) es un exfutbolista y actual entrenador zainichi coreano. Jugaba de defensa y su último club fue el Vissel Kobe de Japón. Actualmente dirige al Kyoto Sanga de la J1 League de Japón.

## Trayectoria

### Clubes como futbolista
| Club                   | País  | Año              |
| ---------------------- | ----- | ---------------- |
| Hitachi Kashiwa Reysol | Japón | 1991 - 1992 1993 |
| Urawa Red Diamonds     | Japón | 1994 - 1995      |
| Vissel Kobe            | Japón | 1996 - 1997      |

### Clubes como entrenador
| Club            | País  | Año             |
| --------------- | ----- | --------------- |
| Shonan Bellmare | Japón | 2012 - 2019     |
| Kyoto Sanga FC  | Japón | 2021 - Presente |

## Estadísticas

### Clubes como futbolista
| Rendimiento de club | Rendimiento de club | Rendimiento de club | Liga     | Liga  | Copa               | Copa               | Copa de la Liga | Copa de la Liga | Total    | Total |
| Año                 | Club                | Liga                | Partidos | Goles | Partidos           | Goles              | Partidos        | Goles           | Partidos | Goles |
| Japón               | Japón               | Japón               | Liga     | Liga  | Copa del Emperador | Copa del Emperador | Copa J. League  | Copa J. League  | Total    | Total |
| ------------------- | ------------------- | ------------------- | -------- | ----- | ------------------ | ------------------ | --------------- | --------------- | -------- | ----- |
| 1991/92             | Hitachi             | JSL Division 1      | 16       | 0     |                    |                    | 2               | 0               | 18       | 0     |
| 1992                | Hitachi             | JFL                 | 13       | 0     | -                  | -                  | -               | -               | 13       | 0     |
| 1993                | Kashiwa Reysol      | JFL                 | 18       | 0     | 1                  | 0                  | 4               | 0               | 23       | 0     |
| 1994                | Urawa Red Diamonds  | J1 League           | 39       | 0     | 3                  | 0                  | 2               | 0               | 44       | 0     |
| 1995                | Urawa Red Diamonds  | J1 League           | 26       | 0     | 0                  | 0                  | -               | -               | 26       | 0     |
| 1996                | Vissel Kobe         | JFL                 | 16       | 0     | 3                  | 0                  | -               | -               | 19       | 0     |
| 1997                | Vissel Kobe         | J1 League           | 5        | 0     | 0                  | 0                  | 4               | 0               | 9        | 0     |
| Total               | Total               | Total               | 133      | 0     | 7                  | 0                  | 12              | 0               | 152      | 0     |

### Clubes como entrenador
Actualizado al 31 de diciembre de 2015
| Equipo          | Desde | Hasta    | Récord | Récord | Récord | Récord | Récord |
| Equipo          | Desde | Hasta    | PJ     | PG     | PE     | PP     | Vic %  |
| --------------- | ----- | -------- | ------ | ------ | ------ | ------ | ------ |
| Shonan Bellmare | 2012  | Presente | 152    | 70     | 39     | 43     | 46,05  |
| Total           | Total | Total    | 152    | 70     | 39     | 43     | 46,05  |

## Palmarés

### Como entrenador

#### Títulos nacionales
| Título         | Club            | País  | Año  |
| -------------- | --------------- | ----- | ---- |
| J2 League      | Shonan Bellmare | Japón | 2014 |
| J2 League      | Shonan Bellmare | Japón | 2017 |
| Copa J. League | Shonan Bellmare | Japón | 2018 |